# Buxusfamilie
De Buxusfamilie (Buxaceae) is een familie van tweezaadlobbige, groenblijvende struiken en kruidachtige planten. De familie komt voor van gematigde streken tot in de tropen.
De familie telt 70 soorten in vier à vijf geslachten, waarvan in Nederland alleen de soort buxus (Buxus sempervirens), oude naam "palmboompje", uit het geslacht Buxus als sierheester en soms verwilderd voorkomt. De andere geslachten zijn:
- Notobuxus
- Pachysandra
- Sarcococca
- Styloceras

Het cronquist-systeem (1981) rangschikte de Buxusfamilie in de orde Euphorbiales. In het APG II-systeem (2003) is de familie niet definitief toegewezen aan een orde. De 23e druk van de Heukels gaat een stap verder en wijst de familie toe aan de orde Buxales, een keuze die ook gemaakt wordt door de APWebsite en de NCBI-site.